# ایشا گوپتا
ایشا گوپتا (به انگلیسی: Esha Gupta) (زاده ۲۸ نوامبر ۱۹۸۵) بازیگر و مدل هندی است.
از فیلم‌هایی که وی در آن نقش داشته‌است می‌توان به دختری در عشق تو، رستم، پادشاهان اشاره کرد.
وی در فیلم دختر شیطان به کارگردانی قربان محمدپور در مقابل حمید فرخ‌نژاد به ایفای نقش پرداخته‌است. بازی او در فیلم دختر شیطان با واکنش انتقادی روزنامه کیهان روبه رو شد. این انتقاد با واکنش کنایه‌آمیز حمید فرخ‌نژاد مواجه شد.

## کارنامه هنری

### سینما
| Productions that have not yet been released | فیلم‌هایی که هنوز اکران نشده و در حال ساخت هستند |

| سال  | فیلم                     | نقش                   | زبان         | یاداشت | منبع   |
| ---- | ------------------------ | --------------------- | ------------ | --- | ------ |
| ۲۰۱۲ | جنت ۲                    | دکتر جانوی سینگ تومار | هندی         | برنده جایزه بهترین بازیگر تازه‌وارد سال (زن) از جشنواره MaTa Sanam Awards - نامزد دریافت جایزه بهترین بازیگر تازه‌وارد سال (زن) از جشنواره فیلم فیر و جشنواره زی سین آواردز | [ ۳ ]  |
| ۲۰۱۲ | راز ۳                    | سانجانا کریشما        | هندی         | | [ ۴ ]  |
| ۲۰۱۲ | دام                      | ریا منون              | هندی         | | [ ۵ ]  |
| ۲۰۱۳ | دختری در عشق تو          | نیشا                  | هندی         | حضور افتخاری در آهنگ "Dhat Teri Ki" | [ ۶ ]  |
| ۲۰۱۴ | به نظر می‌رسد             | دکتر شیوانی گوپتا     | هندی         | | [ ۷ ]  |
| ۲۰۱۵ | بچه                      | خودش                  | هندی         | حضور افتخاری در آهنگ "Beparwah" | [ ۸ ]  |
| ۲۰۱۵ | Main Rahoon Ya Na Rahoon | خودش                  | هندی         | موزیک ویدیو | [ ۹ ]  |
| ۲۰۱۶ | رستم                     | پریتی                 | هندی         | | [ ۱۰ ] |
| ۲۰۱۶ | الهه                     | خودش                  | هندی - تلوگو | حضور افتخاری در آهنگ "Rail Gaddi" | [ ۱۱ ] |
| ۲۰۱۷ | پادشاهان                 | سانجانا               | هندی         | | [ ۱۲ ] |
| ۲۰۱۷ | Veedevadu                | شروتی                 | تلوگو        | | [ ۱۳ ] |
| ۲۰۱۷ | یار ایوان                | شروتی                 | تامیل        | | [ ۱۳ ] |
| ۲۰۱۷ | کماندو ۲                 | ماریا /ویکی چادا      | هندی         | | [ ۱۴ ] |
| ۲۰۱۸ | جوخه                     |                       | هندی         | حضور افتخاری |        |
| ۲۰۱۹ | شادکامی مطلق             |                       | هندی         | |        |
| ۲۰۱۹ | وینایا ویدهیا راما       |                       | هندی         | |        |
| ۲۰۱۹ | هرا پری ۳                | نامشخص                | هندی         | در حال فیلمبرداری |        |
| ۲۰۱۹ | دیزی مجیک                | نامشخص                | هندی         | در حال فیلمبرداری |        |
| ۲۰۱۹ | یک روز                   | نامشخص                | هندی         | در حال فیلمبرداری |        |
| ۲۰۱۹ | دختر شیطان               | دختر شیطان            | هندی - فارسی | موجود در اینترنت با قابلیت دانلود با اکران عمومی - دومین محصول مشترک سینمای ایران و هند پس از سلام بمبئی                                                                  |        |

### تلویزیون
| سال  | نام برنامه         | نقش  | شبکه پخش کننده       | قسمت                       |
| ---- | ------------------ | ---- | -------------------- | -------------------------- |
| 2012 | NAT GEO Super Cars | مجری | نشنال جئو گرافیک هند |                            |
| 2012 | C.I.D              | خودش | شبکه سونی            | Episode: "Bhootiya Haveli" |

## نگارخانه

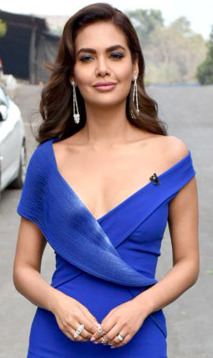
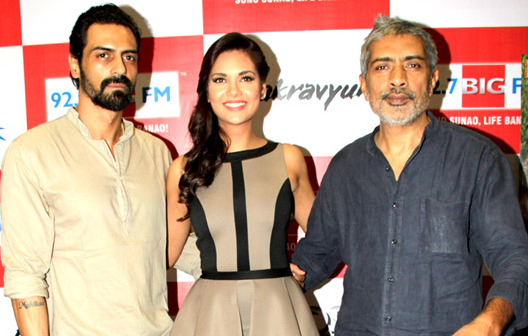
گوپتا به همراه آرجون رامپال و پراکاش جا - ۲۰۱۴
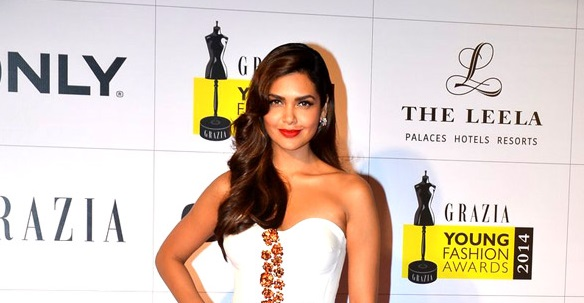
گوپتا در فستیوال مد جوانان - ۲۰۱۴
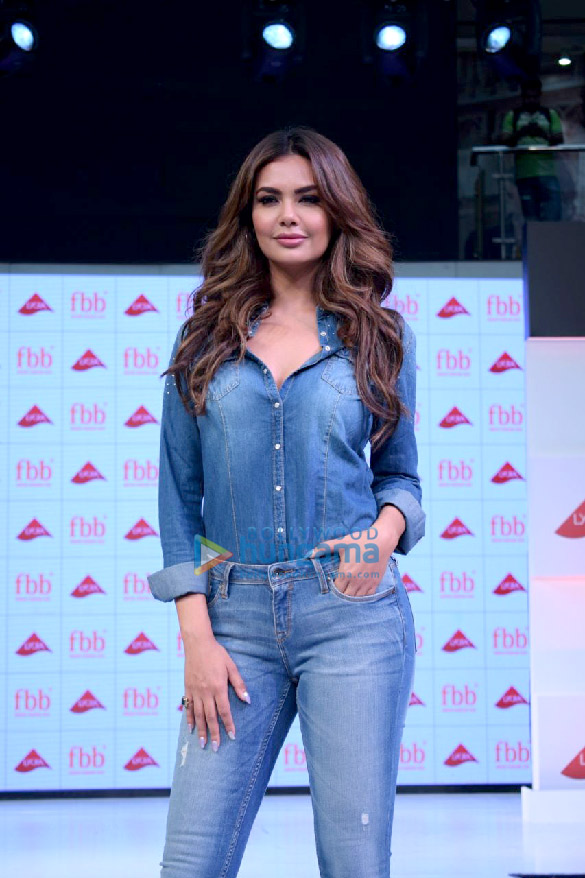
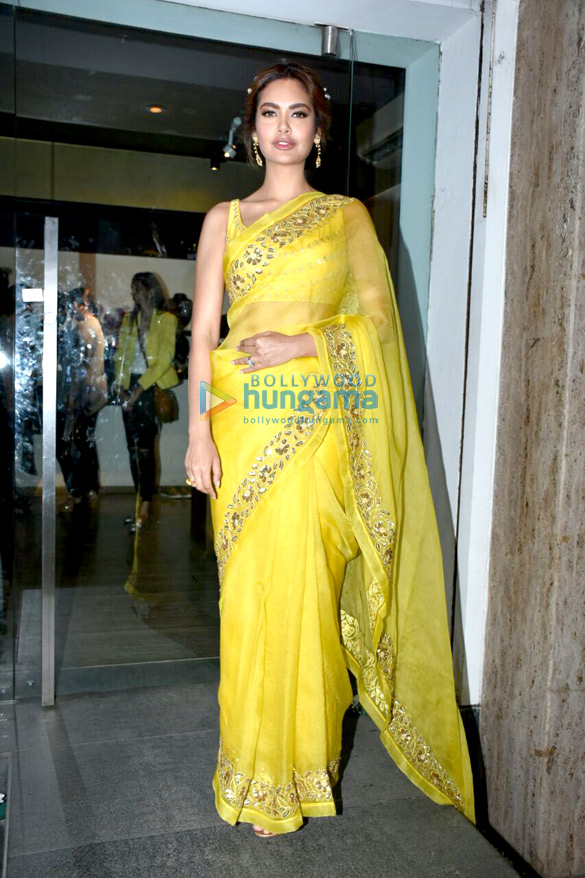
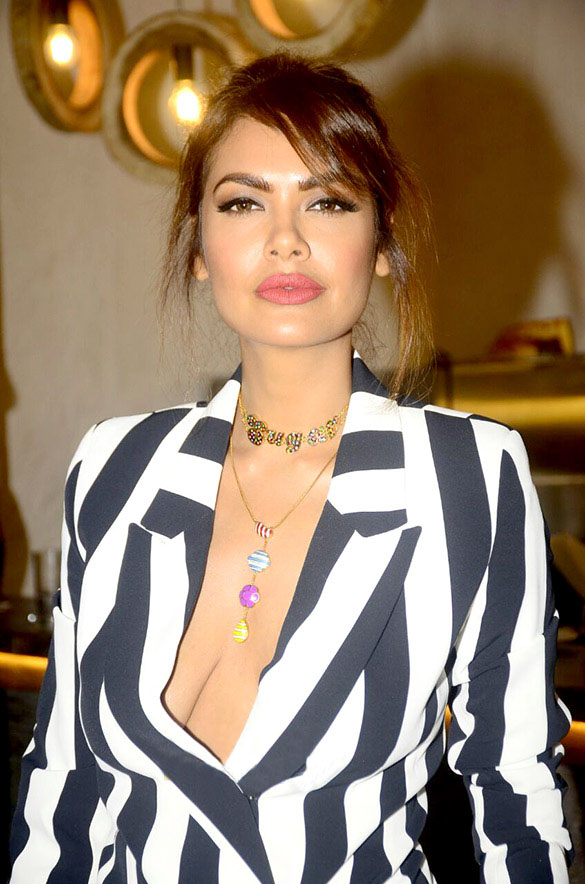
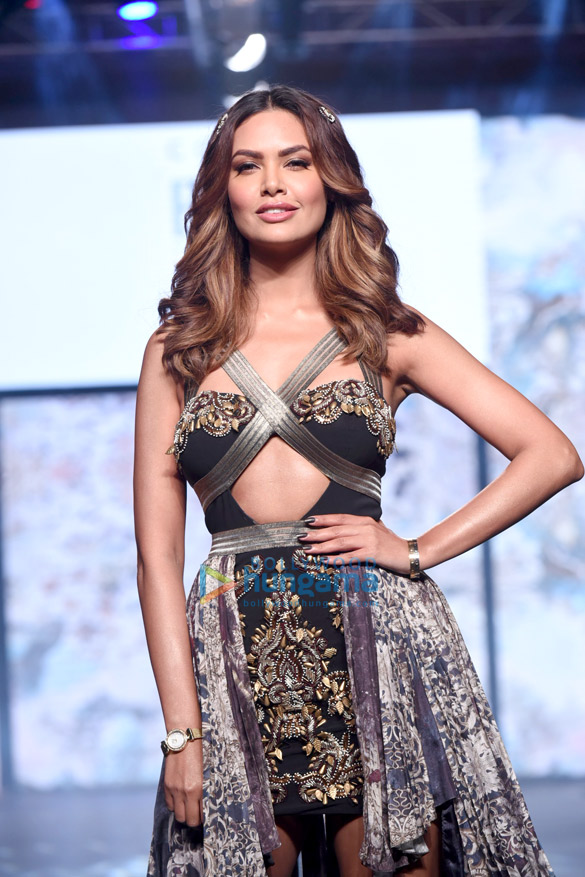
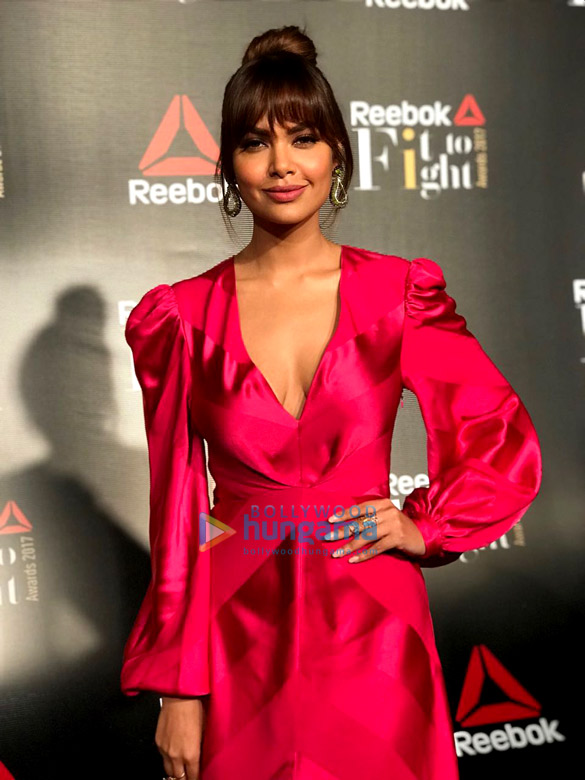
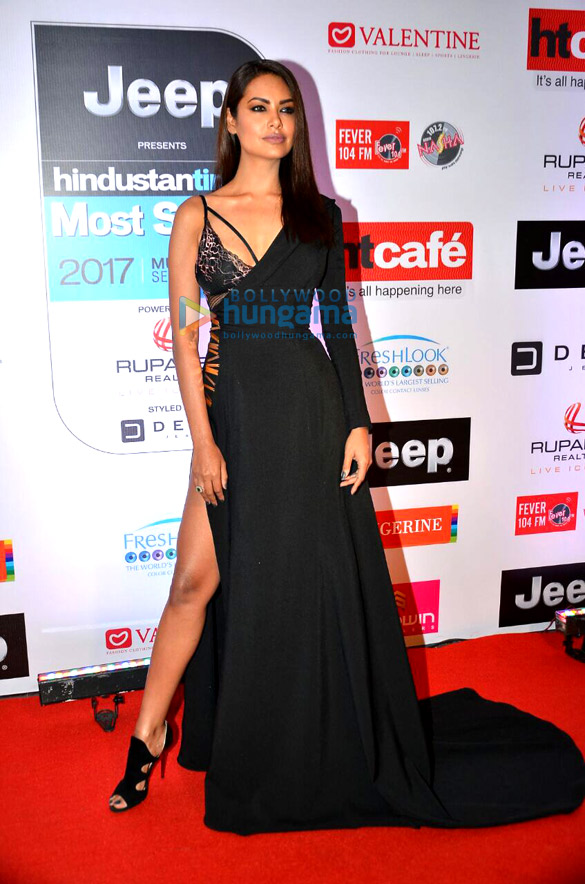
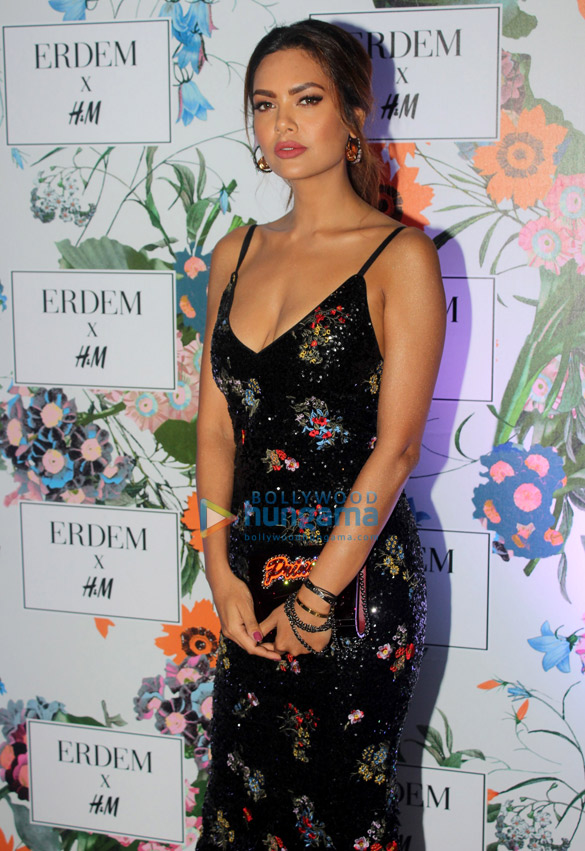
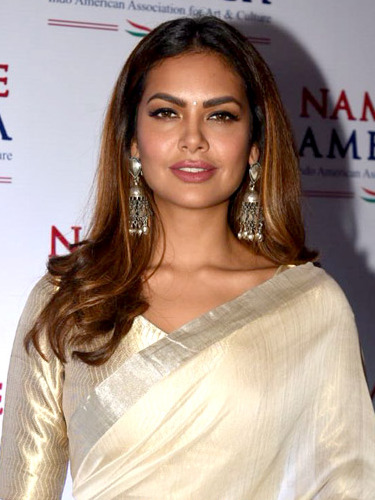
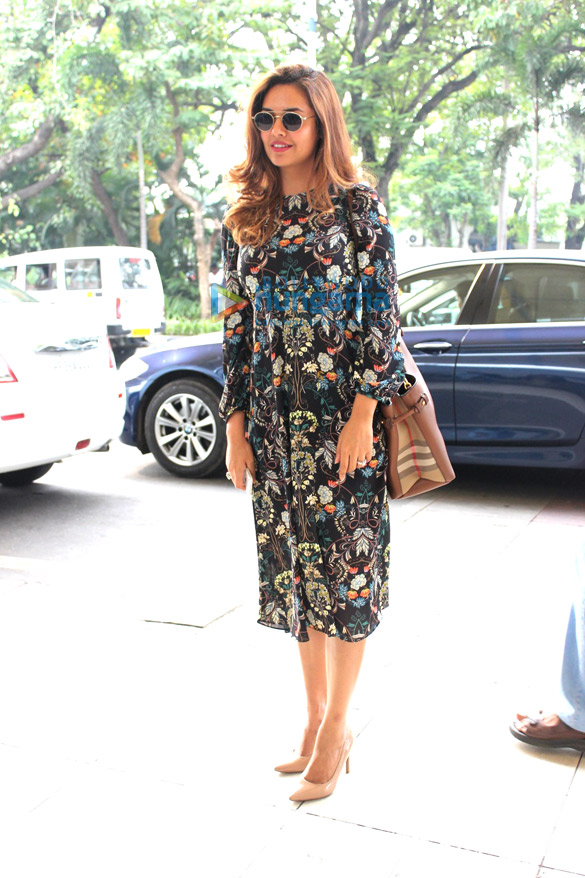
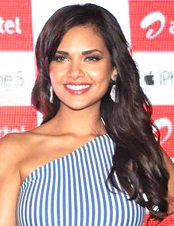
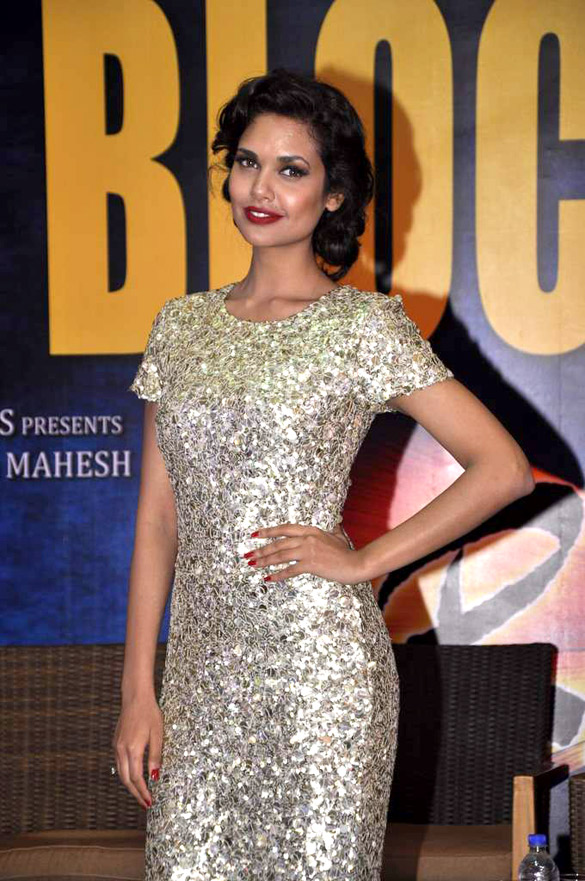
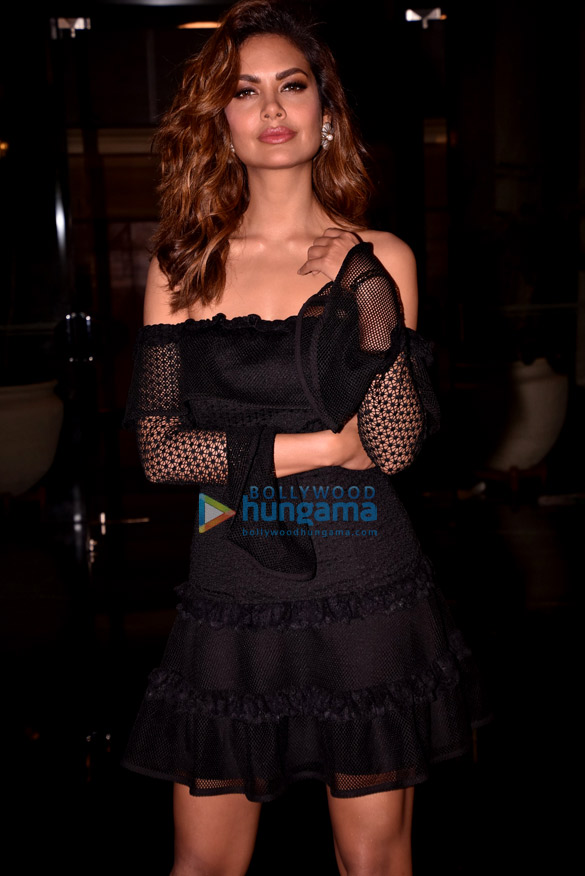
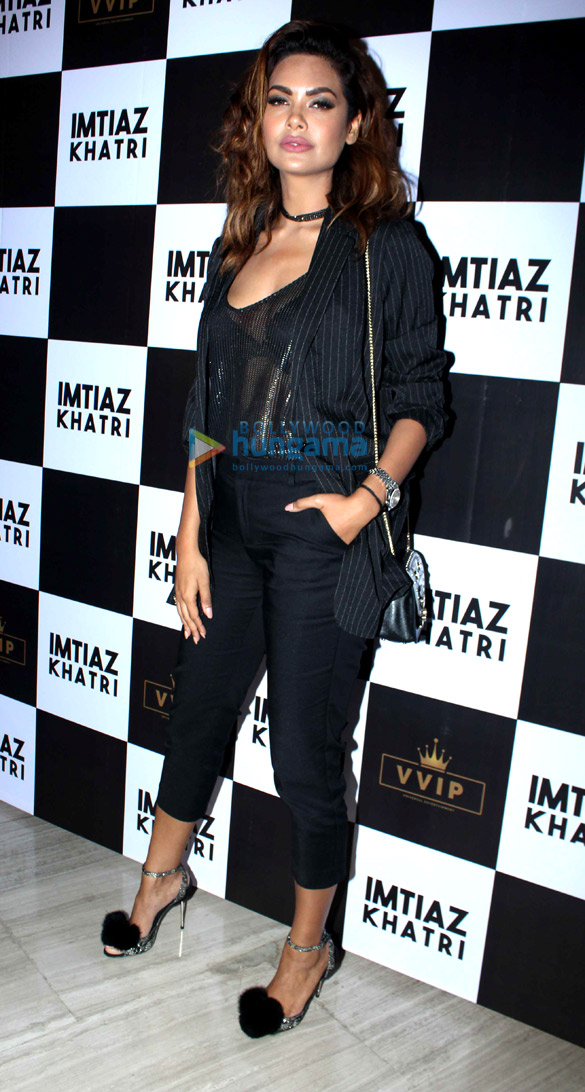
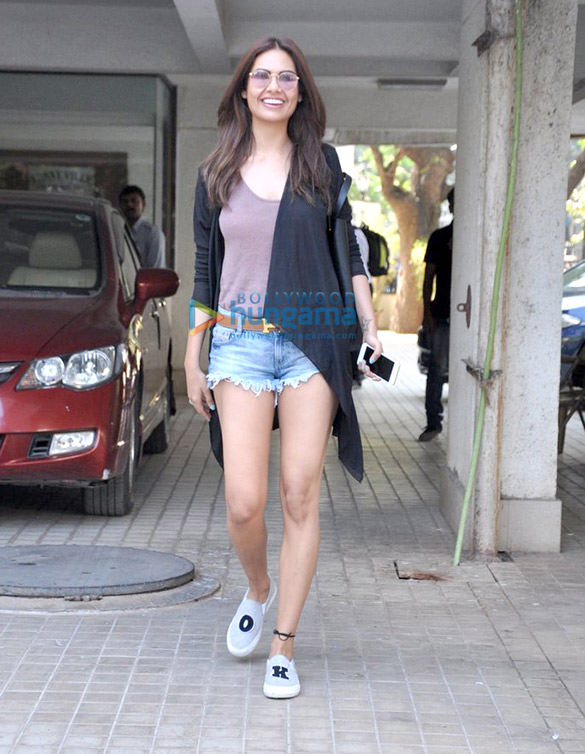
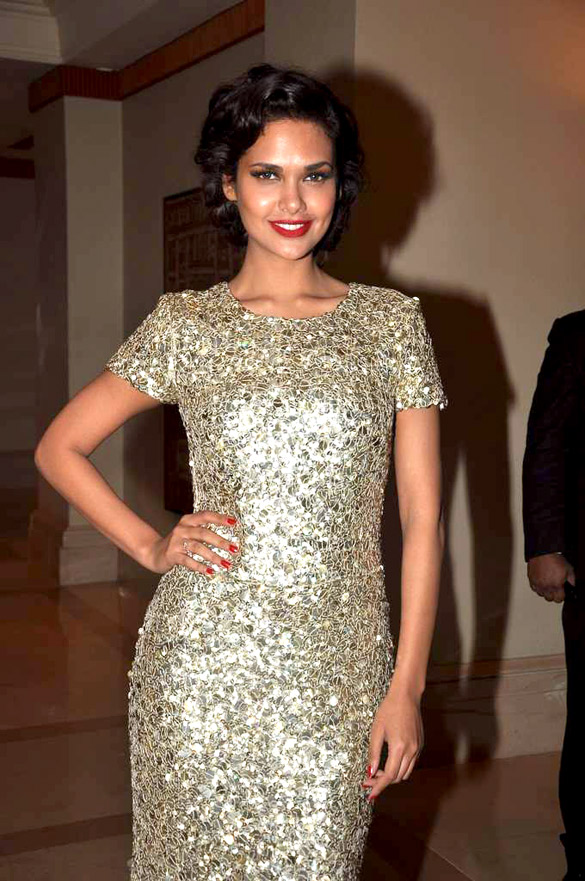